# 伊地知季清
伊地知 季清（いじち すえきよ、 1854年〈安政元年〉 - 1905年〈明治38年〉10月15日）は、日本の陸軍軍人。最終階級は陸軍少将。鹿児島出身。

## 人物
明治4年8月11日、鹿児島藩フランス式編成近衛隊・伍長任官。その後、陸軍幼年学校、陸軍士官学校を経て明治10年（1877年）、陸軍少尉任官。明治12年（1879年）、東京鎮台砲兵第一大隊第二中隊中央小隊長を拝命し翌年、教導団砲兵大隊第二中隊中央小隊長となる。以後、野戦砲兵第四連隊第二大隊第二中隊長（大尉）、野戦砲兵第四連隊第二大隊長（少佐）、第二師団参謀、台湾総督府参謀（中佐）、第一師団参謀長（大佐）などを歴任する。明治33年（1900年）、陸軍少将任官と同時に呉要塞司令官となり。後に由良要塞司令官などを務めた。

## 官歴
- 1868年（明治4年）
  - 3月 - 鹿児島藩兵第三大隊兵として上京[2]
  - 7月25日 - フランス式編成近衛兵隊と改称。[2]
  - 8月11日 - 任 伍長[2]
- 1873年（明治6年）9月27日 - 陸軍幼年学校入学[2]
- 1875年（明治8年）1月28日 - 陸軍士官学校（旧1期）入学[1][2]
- 1877年（明治10年）
  - 3月7日 - 士官見習[2]
  - 3月18日 - 征討軍団付[2]
  - 4月9日 - 任 陸軍少尉試補[2]
  - 7月18日 - 任 陸軍少尉[2]
  - 9月27日 - 凱旋
- 1879年（明治12年）
  - 2月4日 - 大阪鎮台砲兵第4大隊第1中隊付[2]
  - 9月25日 - 補 大阪鎮台砲兵第1大隊第2中隊中央小隊長[2]
- 1880年（明治13年）
  - 5月11日 - 補 教導団砲兵大隊第2中隊中央小隊長[2]
  - 7月15日 - 補 東京鎮台司令官伝令使[2]
- 1881年（明治14年）
  - 4月28日 - 任 陸軍中尉[2]
- 1883年（明治16年）9月11日 - 一等給[2]
- 1884年（明治17年）6月3日 - 任 陸軍砲兵大尉、補 野戦砲兵第4連隊第2大隊第2中隊長[2]
- 1885年（明治18年）8月24日 - 補 大阪鎮台参謀[2]
- 1887年（明治20年）11月2日 - 一等給[2]
- 1888年（明治21年）5月14日 - 補 参謀本部第一局局員[2]
- 1889年（明治22年）1月2日 - 任 陸軍砲兵少佐、補 野戦砲兵第4連隊第2大隊長[2]
- 1891年（明治24年）9月9日 - 補 第4師団参謀[2]
- 1894年（明治27年）
  - 2月21日 - 免職 第4師団参謀、補 フランス公使館付[2][3]
  - 9月15日 - 帰朝仰付[2]
  - 9月28日 - 任 陸軍砲兵中佐[2]
  - 10月23日 - 大本営付[2]
  - 11月16日 - 帰朝[2]
- 1895年（明治28年）
  - 1月10日 - 第2軍所在地へ出発[2]
  - 1月14日 - 補 第2師団参謀[2]
  - 1月20日 - 威海衛上陸各所に於いて戦闘[2]
  - 7月7日 - 帰朝[2]
  - 7月15日 - 参謀本部御用掛兼勤[2]
  - 8月28日 - 補 台湾総督府参謀[2]
  - 9月1日 - 東京出発[2]
  - 9月11日 - 基隆上陸[2]
  - 9月16日 - 補 南進軍参謀長[2]
  - 10月10日 - 任 陸軍砲兵大佐[2]
  - 12月3日 - 帰朝[2]
  - 12月19日 - フランス公使館付[2]
- 1897年（明治30年）12月10日 - フランス公使館付被免、参謀本部出仕被仰付[2][4]、フランス駐在員取締兼勤ヲ免ズ[5]
- 1898年（明治31年）3月3日 - 補 第1師団参謀長[2]
- 1900年（明治33年）4月25日 - 任 陸軍少将[2]、補 呉要塞司令官[1][2][6]
- 1902年（明治35年）5月5日 - 呉要塞司令官被免、補 由良要塞司令官[1][2][7]
- 1905年（明治38年）10月15日 - 卒去[1]。

## 栄典・授章・受賞
位階
- 1880年（明治13年）2月28日 - 正八位[2]
- 1881年（明治14年）8月10日 - 従七位[2]
- 1884年（明治17年）6月30日 - 正七位[8]
- 1891年（明治24年）12月28日 - 従六位[2][9]
- 1894年（明治27年）10月26日 - 正六位[2][10]
- 1896年（明治29年）4月20日 - 従五位[2][11]
- 1900年（明治33年）7月10日 - 正五位[2][12]
- 1905年（明治38年）
  - 8月23日 - 従四位[2][13]
  - 10月14日 - 正四位[14]

勲章等
- 1879年（明治12年）4月15日 - 勲六等単光旭日章[2]
- 1885年（明治18年）11月19日 - 勲五等双光旭日章[2][15]
- 1889年（明治22年）11月29日 - 大日本帝国憲法発布記念章[16]
- 1893年（明治26年）11月29日 - 勲四等瑞宝章[2][17]
- 1895年（明治28年）11月18日 – 明治二十七八年従軍記章[2]
- 1896年（明治29年）4月11日 - 功四級金鵄勲章・旭日小綬章[2][18]
- 1897年（明治30年）11月25日 - 勲三等瑞宝章[2][19]
- 1905年（明治38年）
  - 5月30日 - 勲二等瑞宝章[2][20]
  - 10月14日 - 旭日重光章[14]